# Parc public Wuhlheide
Le parc public Wuhlheide (Volkspark Wuhlheide) est un parc public de 79 ha qui comprend une partie du bois Wuhlheide de 370 ha située dans la ville de Berlin dans le quartier d'Oberschöneweide. Créé dans les années 1920, il s'appelait de 1950 à 1990 parc Ernst-Thälmann.

## Géographie
Le nom de Wuhlheide signifie la « lande de la Wuhle », un affluent de la rive droite de la Sprée qui forme la frontière orientale de la Wuhlheide. Le parc est situé dans la partie occidentale du bois, bordé par les rues An der Wuhlheide au sud et Treskowallee à l'ouest. Au nord du parc se trouve la gare de Berlin-Karlshorst desservie par la ligne 3 du S-Bahn de Berlin. Le parc est également accessible via les lignes  et  du tramway de Berlin.
La parc public Wuhlheide comprend le cimetière boisé de Berlin-Oberschöneweide.

## Histoire

### 1924-1945
Après la réforme du Grand Berlin en 1920, le bois Wuhlheide devient partie intégrante de la capitale allemande. La création d'un parc public dans ce bois entre 1924 et 1932 est l'œuvre du paysagiste Ernst Harrich (1886-1941), chef-jardinier du district de Treptow. Il était chargé par la ville de Berlin de concilier ceux qui désirait la préservation de cet environnement naturel et ceux qui voulaient le déboiser et le civiliser. Il amenage donc le parc entre des zones naturelles parcourues de chemins de randonnées et des zones récréatives pour les riverains d'Oberschöneweide et de Karlshorst. Outre les surfaces boisées, la parc dispose donc d'une aire de jeu, d'un terrain de sport, d'une piscine, d'une piste de luge et même d'une salle des fêtes. Les bâtiments sont construits en pierre et ornés de rosier grimpant. Ce parc forestier est l'un des plus importants de Berlin.
Pendant la Seconde Guerre mondiale, les infrastructures du parc se détériorent faute d'entretien. Des baraquements sont ensuite construits pour loger les prisonniers de guerre et des travailleurs forcés. L'installation de canons et d'abris anti-aériens ainsi les ravages de la guerre ont décimé une grande partie du parc.

### 1945-1990
Dans l'après-guerre, une grande partie du parc dont les anciens baraquements nazis sont occupés par les forces soviétiques qui en font un camp militaire et un poste de commandement stratégique.
Les arbres décimées pendant la Guerre ne seront pas replantés et les infrastructures désaffectées ne seront pas entretenus pendant de nombreuses années. Le centre héliothérapeutique continuera néanmoins d'être utilisé, particulièrement pour les blessés de guerre. Le terrain des sports est reconverti en Stade Ernst-Thälmann.
La partie occidentale du parc perd son aspect boisé et horticole pendant la RDA. L'administration est-berlinoise se concentre sur la partie orientale du parc et y fonde le parc de pionniers Ernst-Thälmann, d'après le nom de l'ancien dirigeant du parti communiste d'Allemagne. En 1979 est créé le palais de pionniers Ernst-Thälmann, utilisé jusqu'à aujourd'hui comme centre de loisirs pour enfants.

### Depuis 1990
Depuis la Réunification, le parc est progressivement reboisé et les terrains vagues de l'ancien camp militaire sont réaménagée. Le parc a été inscrit en tant que Gartendenkmal (« jardin remarquable »).

## Source, notes et références
1. ↑  (de) « Volkspark Wuhlheide mit der Alleeachse des ehem. Eichgestells », sur stadtentwicklung.berlin.de (consulté le 7 février 2018)

- (de) Cet article est partiellement ou en totalité issu de l’article de Wikipédia en allemand intitulé « Volkspark Wuhlheide » (voir la liste des auteurs).